# Lijst van oude kaarten van Gent
Dit is een lijst van oude kaarten van Gent. Deze lijst is niet exhaustief, maar probeert toch zo veel mogelijk alle verschillende kaarten te verzamelen. Vaak werden kaarten gegraveerd op koperplaten meerdere malen gebruikt om een kaartenatlas te drukken. Soms werden hierbij kleine aanpassingen gedaan.
| Datum        | Afbeelding                                                                                         | Titel | Auteur                                              | Uitgever                                                      | Commons-categorie                                                                | Bronnen | Opmerkingen |
| ------------ | -------------------------------------------------------------------------------------------------- | --- | --------------------------------------------------- | ------------------------------------------------------------- | -------------------------------------------------------------------------------- | --- | --- |
| 1524         | File:View on Ghent by Pieter de Keysere in 1524 version Museum Rotterdam.jpg                       | ? | Pieter de Keyser                                    | ?                                                             | Commons:Category:View on Ghent by Pieter de Keysere                              | gent.be ; portico.nu ; boijmans.nl | Gezicht op Gent, gekleurde houtsnede door Pieter de Keysere uit 1524, intact exemplaar uit het Museum in Gotha, thans in het Museum Boijmans Van Beuningen te Rotterdam, inv. nr. BdH 14129 (PK).              |
| 1524         | File:Ghent by Pieter by Pieter de Keysere in 1524.jpg                                              | ? | Pieter de Keyser                                    | ?                                                             | Commons:Category:View on Ghent by Pieter de Keysere                              | gent.be ; ugent.be | Gezicht op Gent, gekleurde houtsnede door Pieter de Keysere uit 1524, onvolledig exemplaar (9,3 cm X 27,5 cm): het onderste deel van het stadsgezicht ontbreekt (Universiteitsbibliotheek Gent, BHSL.RES1572). |
| 1534         | File:Hires 1534 STAM GENT.jpg                                                                      | Ganda Gallie Belgice Civitas Maxima | ?                                                   | ?                                                             | Commons:Category:Panoramic view on Ghent of 1534                                 | stamgent.be ; ugent.be ; erfgoedcelgent.be[dode link] ; lukasweb.be | |
| 1547-1577    | File:Ghent, Belgium, hydrografische kaart 1547-1577.jpg                                            | | ?                                                   | ?                                                             | Commons:Category:Hydrografische kaart van Gent (1547-1577)                       | gent.be | |
| 1559         | File:Ghent by Jacob Van Deventer, BN 1.jpg                                                         | ? | Jacob van Deventer                                  | ?                                                             | Commons:Category:Map of Ghent by Jacob van Deventer                              | uni-greifswald.de, bibliotecadigitalhispanica.bne.es[dode link] | De 'netkaart' sensu stricto of 'hoofdkaart', Een uitgebreidere kaart met alle gebouwen |
| 1559         | File:Ghent by Jacob Van Deventer, BN 2.jpg                                                         | ? | Jacob van Deventer                                  | ?                                                             | Commons:Category:Map of Ghent by Jacob van Deventer                              | uni-greifswald.de, bibliotecadigitalhispanica.bne.es[dode link] | De 'bijkaart'. Kaart met enkel stadscentrum en enkele gebouwen uitgelicht |
| 1562         | File:Lucas de Heere - View of the city of Ghent.jpg                                                | ? | Lucas de Heere                                      | ?                                                             | Commons:Category:Map of Ghent by Lucas de Heere                                  | gent.be | |
| 1562         | File:De-schelde-aan-de-reep.jpg                                                                    | | ?                                                   | ?                                                             |                                                                                  | stamgent.be[dode link] | |
| 1562         | File:View on Ghent in 1562 from Codex Iconographicus Flandriae.jpg                                 | Codex Iconographicus Flandriae | ?                                                   | ?                                                             |                                                                                  | digitale-sammlungen.de | |
| 1572         | File:Braun Gent UBHD.jpg                                                                           | Civitates Orbis Terrarum | Georg Braun; Frans Hogenberg                        | ?                                                             | Commons:Category:Map of Ghent by Braun & Hogenberg                               | swkk.de uni-heidelberg.de orteliusmaps.com sanderusmaps.com[dode link] antiquemaps-fair.com[dode link]huji.ac.il sanderusmaps.com[dode link] uni-greifswald.de marcvandewiele.com | |
| 15xx         | File:Kaart waterlopen rond Gent, 16e eeuw.jpg                                                      | |                                                     |                                                               |                                                                                  | felixarchief.be | Kaart van Gent uit derde kwart van de zestiende eeuw op de achterzijde van een meer recente kaart van Antwerpen.                                                                                               |
| 1590         | File:Maps of Ghent by Jan de Buck & Antoon vander Schaghen (9).jpg                                 | Register inhaudende chaerten ofte descriptien figuratieven vander fortificatie int ronde der stede van Ghendt.                                                                                      | Jan de Buck en Antoon vander Schaghen               |                                                               | Commons:Category:Maps of Ghent by Jan de Buck & Antoon vander Schaghen           | ugent.be | |
| 1592         | File:Kaart van Gent en omgeving tot aan de mijlpalen, Jan de Buck en François Horenbault, 1592.jpg | Kaart van Gent en omgeving tot aan de mijlpalen | Jan de Buck en François Horenbault                  |                                                               |                                                                                  | | |
| 1593-1610    | File:Old map of Ghent by Abraham Saur in 1595.jpg                                                  | Theatrum Urbium | Abraham Saur                                        | Wolfgang Richter ; Nicolaus Basseus                           | Commons:Category:Map of Ghent by Abraham Saur                                    | | Kaart op pagina 49 van Theatrum Urbium door Adriaan van Roomen () |
| 1612         | File:Map of Ghent by Guicciardini.jpg                                                              | Gandavvm | Lodovico Guicciardini                               | Johannes Janssonius, ...                                      | Commons:Category:Map of Ghent by Lodovico Guicciardini                           | [dode link][dode link] | gebaseerd op Braun & Hogenberg kaart. |
| 1619         | File:Map of Ghent by Jacques Horenbault.jpg                                                        | Het vrije van Gent | Jacques Horenbault                                  | ?                                                             | Commons:Category:Old maps of Ghent by Jacques Horenbault                         | | |
| ...-1619-... | File:ScreenHunter 02 Jul. 20 08.24.jpg                                                             | Carta Flandriae | Lieven Van Tuyne                                    | ?                                                             | Commons:Category:Carta Flandriæ by Lieven Van Tuyne                              | | |
| 1641         | File:Ghent, Belgium by Hondius.jpg                                                                 | Praenobili magnifico amplissimoq[ue] magistratui in clytae civitatis Gandavensis | Henricus Hondius                                    | Henricus Hondius                                              | Commons:Category:Maps of Ghent by Hendrik Hondius                                | | |
| 1641         | File:Map of Ghent by Hondius.jpg                                                                   | | Henricus Hondius                                    | Antonius Sanderus                                             | Commons:Category:Maps of Ghent by Hendrik Hondius                                | | "Groot plan" van Hendrik Hondius |
| 1641-...     | File:Ghent, Belgium ; Map 1649.jpg                                                                 | Gandavvm vulgo Gent | Henricus Hondius, Frederick de Wit                  | Antonius Sanderus, Jan Blaeu, Pieter van der Aa               | Commons:Category:Map of Ghent by Jan Blaeu                                       | [dode link] | "Klein plan" van Hendrik Hondius, ook gepubliceerd in Flandria Illustrata en Atlas van Loon |
| 1652         | File:Map of Ghent by Guicciardini, 1652.jpg                                                        | Belgiae, sive inferioris Germaniae descriptio | Lodovico Guicciardini                               | Johannem Janssonium juniorem, Jacob Meursius                  | Commons:Category:Map of Ghent by Lodovico Guicciardini                           | | |
| 16xx         | File:Ghent, fortifications, 17th century.jpg                                                       | |                                                     |                                                               |                                                                                  | | |
| 1670         | File:Gandauu Urbs flandria primaria.jpg                                                            | Gandauu Urbs flandria primaria | Anoniem                                             |                                                               |                                                                                  | swaen.com | |
| 1673         | File:Ghent, Belgium, 1661.jpg                                                                      | Gant | Gualdo Priorato                                     | Michael Thurnmayer                                            | Commons:Category:Map of Ghent by Priorato in 1673                                | | |
| 1678         | File:Siège de Gand en 1678.jpg                                                                     | Siège de Gand en 1678 |                                                     |                                                               |                                                                                  | | |
| 1678         | File:Map of Ghent 1678.jpg                                                                         | |                                                     |                                                               |                                                                                  | | De opstelling van de Franse troepen rondom de vestingen van Gent in ca. 1678, onder leiding van Vauban. |
| 1678         | File:Plan de Gand, 1678.jpg                                                                        | |                                                     |                                                               | Commons:Category:Maps of Ghent in Collection de Louis XIV                        | | |
| 1678         | File:Omgeving Gent, 11 maart 1678.jpg                                                              | |                                                     |                                                               | Commons:Category:Maps of Ghent in Collection de Louis XIV                        | | |
| 1678         | File:Ghent, Belgium, 1678.JPG                                                                      | Gand ville des Pais Bas Capitale du Comte de Flandre | ?                                                   | Nicolas de Fer                                                | Commons:Category:Maps of Ghent by de Fer                                         | [dode link][dode link] | |
| 1679         | File:Map of Ghent, 9 march 1678.jpg                                                                | Gent soo alst by de Coningh van Vranckryck is gewonnen op den 9 Maaert 1678 | ?                                                   | Abraham Casteleyn                                             | Commons:Category:Map of Ghent by Abraham Casteleyn                               | | |
| 1680         | File:Ghent, Belgium, old map.jpg                                                                   | Plan de la Ville et Citadelle de Gand | Sébastien de Beaulieu                               | ?                                                             | Commons:Category:Map of Ghent by Sébastien de Beaulieu                           | | |
| 1680-1697    | File:Map of Ghent by Foppens.JPG                                                                   | La Ville de Gand | Jacob Harrewijn                                     | Foppens                                                       | Commons:Category:Map of Ghent by Foppens                                         | [dode link] | |
| 1702         | File:Map of Ghent, 1702.jpg                                                                        | |                                                     |                                                               |                                                                                  | | |
| 1706         | File:Map of Ghent by Coronelli.JPG                                                                 | Citta di Gand | Vincenzo Maria (Padre) Coronelli                    |                                                               | Commons:Category:Map of Ghent by Coronelli                                       | | |
| 1708-1712    | File:Map_of_Ghent_by_E.H._Fricx.jpg                                                                | Plan de la ville et citadelle de Gand qui fut assigée par les Hauts Alliez le 18. decembre 1708 | Bruckman, Jacob Harrewijn                           | Eugène-Henri Fricx, Anna Beek, Pierre Husson                  | Commons:Category:Maps of Ghent by E.H. Fricx                                     | [dode link] | |
| 1708-1720    | File:Map of Ghent by Johannes Ammann, high res.jpg                                                 | Plan der belagerung Gent | Johannes Ammann                                     | ?                                                             | Commons:Category:Map of Ghent by Johannes Ammann                                 | | |
| 1708         | File:Map_of_Ghent_by_Tindal.jpg                                                                    | Ghendt a large city and castle in Flanders twice taken by ye duke of Marlborough Viz in ye Year 1706 and 1708.                                                                                      | Isaac Basire                                        | Nicholas Tindal and Paul de Rapin de Thoyras                  | Commons:Category:Map of Ghent by Tindal                                          | | |
| 1709         | File:Map of Ghent in 1708 by Covens and Mortier, published 1740.jpg                                | Plan de la ville er citadelle de GAND | F. De Bakker                                        | Covens & Mortier                                              | Commons:Category:Map of Ghent by Covens and Mortier                              | | Bijna getrouwe kopie van de kaart van Frickx map, met slechts enkele aanpassingen. |
| 1709         | File:Ghent, 1708, map.jpg                                                                          | Plan du siege et des attaques de la ville et Cittadelle de GAND | Pieter Van Call                                     | Pierre Husson                                                 | Commons:Category:Map of Ghent by Pierre Husson                                   | [dode link] | |
| 1709         | File:Ghent, belgium, Husson P., B&W.jpg                                                            | Plan du siege et des attaques de la ville et Cittadelle de GAND |                                                     | Anna Beek, Gaspar Baillieu en anderen                         | Commons:Category:Map of Ghent by Anna Beek and Gaspar Baillieu                   | [dode link] | |
| 1712-1720    | File:Ghent by Pieter Schenck in 1712.jpg                                                           | Gent in Vlaanderen aan het zamen vloeien van Schelde en Lise de geboorteplaats van Keiser Karel behoorende onder Spanje                                                                             | Pieter Schenck                                      | Amsterdam                                                     | Commons:Category:Maps of Ghent by Petrus Schenck                                 | [dode link] | |
| 1716         | File:Map of Ghent by Gillius Brakel , Matthijs Pool, Johannes van Oosterwyk.jpg                    | Plan du Siege et des Attaques de la Ville et Citadelle de Gand Assiegée par les Armées des Alliez le 22. Decem 1708 sous la Conduite du Prince et Duc de Marlborough                                | Gillius Brakel, Matthijs Pool?                      | Johannes van Oosterwyk                                        | Commons:Category:Old maps of Ghent by Gillius Brakel                             | | |
| 1716-1725    | File:Ghent by Gabriel Bodenehr , 1725.jpg                                                          | Gandavum Gent | Johann Stridbeck, Gabriel Bodenehr                  | Gabriel Bodenehr                                              | Commons:Category:Map of Ghent by Gabriel Bodenehr                                | [dode link] | |
| 1720-1785    | File:Map of Ghent, c 1700.jpg                                                                      | La ville de Gand | Jacob Harrewijn, Jacob Folkema                      | J. Peeters, C. M. Spanoghe                                    | Commons:Category:Map of Ghent by Harrewijn                                       | | |
| 1729         | File:Map of Ghent published by Isaac van der Kloot, 1729.jpg                                       | Plan du siege et des attaques de la ville et Cittadelle de GAND | Dumont                                              | Isaac van der Kloot                                           | Commons:Category:Map of Ghent by Dumont in 1729                                  | | |
| 1738         | File:Map of Ghent by Isaac Tirion.jpg                                                              | Grond-Teekening der stad Gend | Isaac Tirion                                        |                                                               | Commons:Category:Maps of Ghent by I. Tirion                                      | | |
| 1740         | File:Map of Ghent by Claude Dubosc and John Campbell.jpg                                           | Plan of the siege & attack of the town & citadel of Ghent | Claude Dubosc ; John Campbell                       | James Bettenham                                               | Commons:Category:Map of Ghent by Claude Dubosc and John Campbell                 | | |
| 1745         | File:Map of Ghent by George Louis le Rouge.jpg                                                     | Plan de la ville de Gand | Georges-Louis Le Rouge                              |                                                               | Commons:Category:Map of Ghent by Georges Louis Le Rouge                          | | |
| 1753         | File:Map of Ghent by Weege, 1753.jpg                                                               | | Weege                                               |                                                               |                                                                                  | [dode link] | |
| 1755         | Map of Ghent by J.B. Malfeson, 1755.jpeg                                                           | Plan pour l' Escaut, La Lys, Canal de Bruges et celui du Sas, et plusieurs autres rivières qui servent pour les blancheries et autres pour la commodité du public de la ville et du château de Gand | Ignace Balthasar Malfeson                           |                                                               | Commons:Category:Maps of Ghent by Ignace Balthasar Malfeson                      | | |
| 1756         | File:Plan van Gent 1756.jpg                                                                        | Plan de la ville et du château de Gend | Ignace Balthasar Malfeson                           |                                                               | Commons:Category:Maps of Ghent by Ignace Balthasar Malfeson                      | | |
| 1760         | File:Plan de la Ville et la Citadelle de Gand..1745-1760.jpg                                       | Plan de la Ville et la Citadelle de Gand. |                                                     |                                                               | Commons:Category:Map of Ghent by Claude Dubosc and John Campbell, French version | | adaptation of map of Claude Dubosc, with French text instead of english |
| 1771-1778    | File:Ghent, belgium, ferraris, 1777, colour.png                                                    | Kabinetskaart van de Oostenrijkse Nederlanden | Joseph-Johann-Franz (Graaf) de Ferraris             |                                                               | Commons:Category:Ghent on maps of Ferraris                                       | [dode link] | |
| 1780         | File:Map of Ghent by M. Seutter and J.M. Probst, 1780.jpg                                          | Nouveau et exact dessein de la ville de Gent | Jean Michel Probst                                  | M. Seutter, Jean Michel Probst                                | Commons:Category:Map of Ghent by M. Seutter and J.M. Probst                      | | Coupure (1751) not on map, hence map outdated at date of publication. Probably copy from Hondius map from 1641                                                                                                 |
| 1796         | File:Ghent, 1796 poster.jpg                                                                        | Plan van Gend | G. Goethals                                         | P.D. de Goesin-Verhaege                                       | Commons:Category:Maps of Ghent by G. Goethals                                    | [dode link] | |
| 1799         | File:Ghent by Louis De Vreese in 1799.jpg                                                          | Plan routier de la ville et commune de Gand divisé en six sections | Louis De Vreese                                     | Louis De Vreese                                               | Commons:Category:Maps of Ghent by Louis De Vreese                                | [dode link] | |
| 1808         | File:Ghent by Charles-Louis Diericx and J.P.Goetghebuer, 1808.JPG                                  | Plan topographique de l’ancienne ville et port de Gand | Charles-Louis Diericx en Pierre-Jacques Goetghebuer |                                                               |                                                                                  | | |
| 1809         | File:Ghent by Charles-Louis Diericx and J.P.Goetghebuer, 1808.JPG                                  | Atlas parcellaire de la ville de Gand | Piéton en Boutique                                  | Commons:Category:Old map of Ghent by Piéton en Boutique, 1809 |                                                                                  | | |
| 1825         | File:Map of Ghent by A. Roothoese and Kierdorff.jpg                                                | Nouveau Plan routier de la ville et faubourgs de Gand | J. J. Konen, A. Roothaese                           | Kierdorff, Dervasme-Pletinckx                                 | Commons:Category:Map of Ghent by A. Roothaese and Kierdorff                      | | |
| 18..         | File:Map of Ghent by Tessaro.jpg                                                                   | Nouveau Plan de la ville de Gand |                                                     | Tessaro                                                       | Commons:Category:Map of Ghent by Tessaro                                         | | |
| 1834         | File:Plan der Stad Gend 1834 b 02.jpg                                                              | Plan der Stad Gend |                                                     | Jonglas, L.                                                   | Commons:Category:Plan der Stad Gend 1834, Jonglas                                | | |
| 1839         | File:Map of Ghent, Chez Tessaro et Cie., 1839..jpg                                                 | Plan de la ville de Gand et de ses Faubourgs |                                                     | Tessaro                                                       | Commons:Category:Map of Ghent by Tessaro                                         | | |
| 1841         | File:Atlasbwgentoverzichtskaartdetailmuidemeulestede.jpg                                           | Atlas der buurtwegen |                                                     |                                                               | Commons:Category:Ghent on the Atlas der Buurtwegen                               | | |
| 1841         | File:Map of Ghent by Eug. Landoy.jpg                                                               | Plan de Gand |                                                     | Eug. Landoy                                                   |                                                                                  | | |
| 1841         | File:High res map of Ghent by Saurel.jpg                                                           | Plan der Stad Gent | Brunon J. Saurel                                    | G. Jacqmain                                                   | Commons:Category:Maps of Ghent in 1841 by B. J. Saurel                           | | |
| 1844         | File:Map of Ghent by Saurel, Deferrez.jpg                                                          | Nouveau plan de la ville de Gand | L. Defferrez                                        |                                                               | Commons:Category:Maps of Ghent by Defferrez                                      | | |
| 1850         | File:Map of Ghent by J. B. D. Hemelsoet.jpg                                                        | Plan de la ville de Gand | J. B. D. Hemelsoet                                  |                                                               | Commons:Category:Map of Ghent by J. B. D. Hemelsoet                              | | |
| 1855-1857    | File:Map of Ghent by Gérard & Corvillain.jpg                                                       | PLAN PARCELLAIRE DE LA VILLE DE GAND ET D'UNE PARTIE DE SA BANLIEUE | V. Corvillain                                       | L. Gérard. / P. Gérard                                        | Commons:Category:Map of Ghent by Gérard & Corvillain                             | | |
| 1854         | File:Nouveau plan de la ville de Gand, Tessaro 1854.jpg                                            | |                                                     |                                                               | Commons:Category:Map of Ghent by Tessaro                                         | | |
| 1856         | File:S1856VanderMaelen Gent.jpg                                                                    | | Philippe Vandermaelen                               |                                                               | Commons:Category:Maps of Ghent by Philippe Vander Maelen                         | | |
| 1875-1930    | File:Ghent by Wagner.jpg                                                                           | | Wagner & Debes                                      | Karl Baedekker                                                | Commons:Category:Maps of Ghent by Wagner and Debes                               | | Een aantal stadskaarten van verschillende jaartallen, o.a. gebruikt in de Baedekkers gidsen. Zie commons categorie voor de verschillende versies.                                                              |
| 1877         | File:Map of Ghent by Fayard de la Bruyere.jpg                                                      | Atlas Universel, Plan de gand | R. Hausermann                                       | Fayard de la Bruyere                                          | Commons:Category:Map of Ghent by Fayard de la Bruyere                            | | |
| 1878         | File:Map of Ghent by Saurel.jpg                                                                    | Plan de Gand | Brunon J. Saurel                                    | G. Jacqmain                                                   | Commons:Category:Maps of Ghent in 1878 by B. J. Saurel                           | | |
| 1878         | File:Ghent, 1878 poster.jpg                                                                        | | Gevaert & Van Impe                                  |                                                               | Commons:Category:Map of Ghent by Gevaert & Van Impe                              | | |
| 1880         | File:Map of Ghent by Fr. Waem and Lienders.jpg                                                     | Nouveau plan de la ville de Gand | ?                                                   | F. Waem-Lienders                                              | Commons:Category:Map of Ghent by Fr. Waem and Lienders                           | | |
| 1882         | File:Ghent by Bradshaw 1882.jpg                                                                    | Ghent or Gand | ?                                                   | George Bradshaw, London                                       | Commons:Category:Maps of Ghent by Bradshaw                                       | | |
| 1882         | File:Map of Ghent, 1882.JPG                                                                        | Ghent (Gand) |                                                     |                                                               |                                                                                  | | |
| 1892         | File:Gent, 1892, by J.B. Delahoese, J. Ongers.jpg                                                  | Topographical and military map | J.B. Delahoese and J. Ongers                        |                                                               |                                                                                  | | |
| 1894         | File:Ghent, 1894.jpg                                                                               | | J Barthelomew                                       |                                                               |                                                                                  | | |
| 1896-1899    | File:Map of Ghent by Hoste, 1896-1899.jpg                                                          | Plan instantane de la ville de Gand |                                                     | Hoste                                                         | Commons:Category:Map of Ghent by Hoste                                           | | |
| 1911-1912    | File:Kaart Gent, Armand Heins, 1911-12.jpg                                                         | Ville de Gand | Armand Heins                                        | Armand Heins                                                  | Commons:Category:Map of Ghent by Armand Heins, 1911-1912                         | | |
| 1903-22      | File:Topographical map of Ghent, 1903-1922, detail centre.jpg                                      | |                                                     |                                                               | Commons:Category:Topographical map of Ghent, 1903-1922                           | | |
| 1912         | File:Ghent, 1912 poster.jpg                                                                        | Plattegrond van Gent met Peilen / Plan cote de la Ville de Gand | Théodoor Piscador, Victor Compijn, Alfons Soenen    |                                                               | Commons:Category:Map of Ghent with levels, 1912                                  | | |
| 1912         | File:Map of Ghent by Aug. Verwest, 1912.jpg                                                        | Plan industriel de la ville de Gand et de ses environs. Indicateur de ses établissements | Auguste Verwest                                     | Madame Edouard Sterheim de Vienne                             | Commons:Category:Map of Ghent by Aug. Verwest, 1912                              | | |
| 1912         | File:Topografische kaart Gent, 1912.jpg                                                            | Topografische kaart Gent-Laarne |                                                     |                                                               |                                                                                  | | |
| 1913         | File:Map of Ghent by Armand Heins, 1913.jpg                                                        | Gand Capitale des Flandres |                                                     | Armand Heins                                                  | commons:Category:Maps of Ghent by Armand Heins                                   | | |
| 1923         | File:Ghent, Belgium by Lith. Vanderpoorten, 1923.jpg                                               | Gent, Gand, Ghent |                                                     | Lith. Vanderpoorten                                           |                                                                                  | | |
| 1950         | | Gent |                                                     |                                                               |                                                                                  | | |
| 1955         | | Gent |                                                     | Lith. Vanderpoorten                                           |                                                                                  | | |

## Algemene bronnen
- (nl)  Leen Charles, Marie Christine Laleman, André Capiteyn (2007). Historische atlas van Gent, Een visie op verleden en toekomst. Uitgeverij SUN. ISBN 9789085064138.
- (nl)  André Coene, Martine De Raedt (2011). KAARTEN VAN GENT - PLANNEN VOOR GENT 1534-2011. Uitgeverij Snoeck. ISBN 9789053497777.
- Stadsarchief Gent: Atlas Goetghebuer
- Stadsarchief Gent: Inventaris verzameling De Keyser
- maps at Ghent University
- Search for maps of Ghent at Ghent University